# Guillaume Van Keirsbulck
Guillaume Van Keirsbulck (ur. 14 lutego 1991 w Roeselare) – belgijski kolarz szosowy.
Kolarstwo uprawiali również jego: ojciec (Kurt Van Keirsbulck), dziadek (Benoni Beheyt) oraz kuzyn (Ceriel Desal).

## Osiągnięcia
Opracowano na podstawie:

2008
- 2. miejsce w Flanders-Europe Classic
- 2. miejsce w Sparkassen Münsterland Tour
  - 1. miejsce w klasyfikacji młodzieżowej
  - 1. miejsce na 1. etapie

2009
- 1. miejsce w Paryż-Roubaix juniorów
- 2. miejsce w Sparkassen Münsterland Tour
- 1. miejsce na 2. etapie Internationale Niedersachsen-Rundfahrt der Junioren

2010
- 3. miejsce w mistrzostwach Belgii U23 (jazda indywidualna na czas)

2011
- 3. miejsce w Grote Prijs Jef Scherens
- 1. miejsce w Omloop van het Houtland

2013
- 1. miejsce na 1. etapie Tirreno-Adriático (jazda drużynowa na czas)

2014
- 1. miejsce w klasyfikacji młodzieżowej Tour of Qatar
- 2. miejsce w Driedaagse van West-Vlaanderen
  - 1. miejsce w klasyfikacji młodzieżowej
  - 1. miejsce na 2. etapie
- 1. miejsce w Driedaagse Brugge-De Panne
- 1. miejsce na 7. etapie Eneco Tour

2017
- 1. miejsce w Le Samyn

2018
- 1. miejsce w Antwerp Port Epic

2019
- 1. miejsce na 3. etapie Hammer Stavanger (drużynowo)

## Rankingi
| Rok             | 2010  | 2011 | 2012 | 2013 | 2014 | 2015 | 2016  | 2017 | 2018 | 2019  | 2020  | 2021  | 2022  | 2023  |
| --------------- | ----- | ---- | ---- | ---- | ---- | ---- | ----- | ---- | ---- | ----- | ----- | ----- | ----- | ----- |
| UCI World Tour  |       | -    | -    | -    | 163. | -    | -     | -    | -    |       |       |       |       |       |
| World Ranking   |       |      |      |      |      |      | 1224. | 242. | 315. | 1197. | 1030. | 2068. | 1307. | 1161. |
| UCI Europe Tour | 1004. |      |      |      |      |      | 842.  | 153. | 196. | 838.  | 799.  | 1403. | 907.  | -     |
|                 |       |      |      |      |      |      |       |      |      |       |       |       |       |       |
| Źródło: UCI     |       |      |      |      |      |      |       |      |      |       |       |       |       |       |